# Stazione di Bortigiadas
La stazione di Bortigiadas è una stazione ferroviaria al servizio del comune di Bortigiadas posta lungo la linea Sassari-Tempio-Palau, dal 1997 utilizzata esclusivamente nell'ambito del servizio ferroviario turistico Trenino Verde.

## Storia

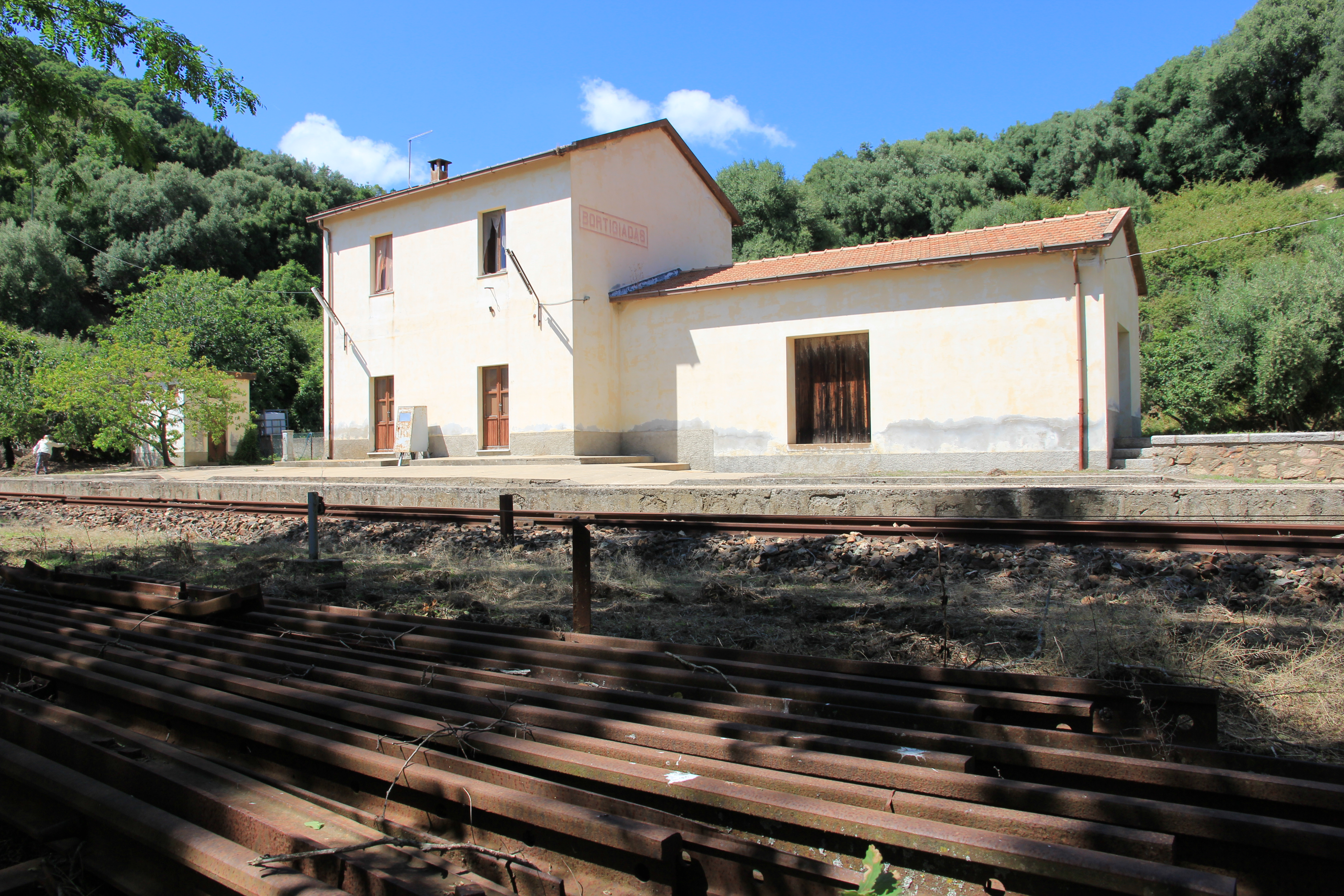
Il fabbricato viaggiatori ed il magazzino merci della stazione, chiusa al servizio viaggiatori ordinario nel 1997

La nascita dello scalo ferroviario di Bortigiadas è legata alla costruzione tra la fine degli anni venti e l'inizio dei trenta del Novecento di una ferrovia a scartamento ridotto che collegava Sassari con Palau, passando per Tempio Pausania.
La linea venne progettata e realizzata dalle Ferrovie Settentrionali Sarde, fautori anche di questo impianto passante nelle campagne a est di Bortigiadas, il quale fu inaugurato con il primo tronco di ferrovia il 16 novembre 1931. La gestione di stazione e ferrovia passò nel 1933 alle Strade Ferrate Sarde, a cui subentrarono nel 1989 le Ferrovie della Sardegna.
Sotto questa gestione lo scalo di Bortigiadas perse importanza a causa della riorganizzazione del sistema dei trasporti pubblici in Sardegna che portò, fra le altre cose, alla cessazione del servizio di trasporto pubblico sulla tratta Nulvi-Palau e di conseguenza nella stazione di Bortigiadas che, dal 16 giugno 1997, viene utilizzata esclusivamente per scopi turistici soprattutto nel periodo estivo, nell'ambito del servizio Trenino Verde dell'ARST, dal 2010 gestore unico della linea.

## Strutture e impianti

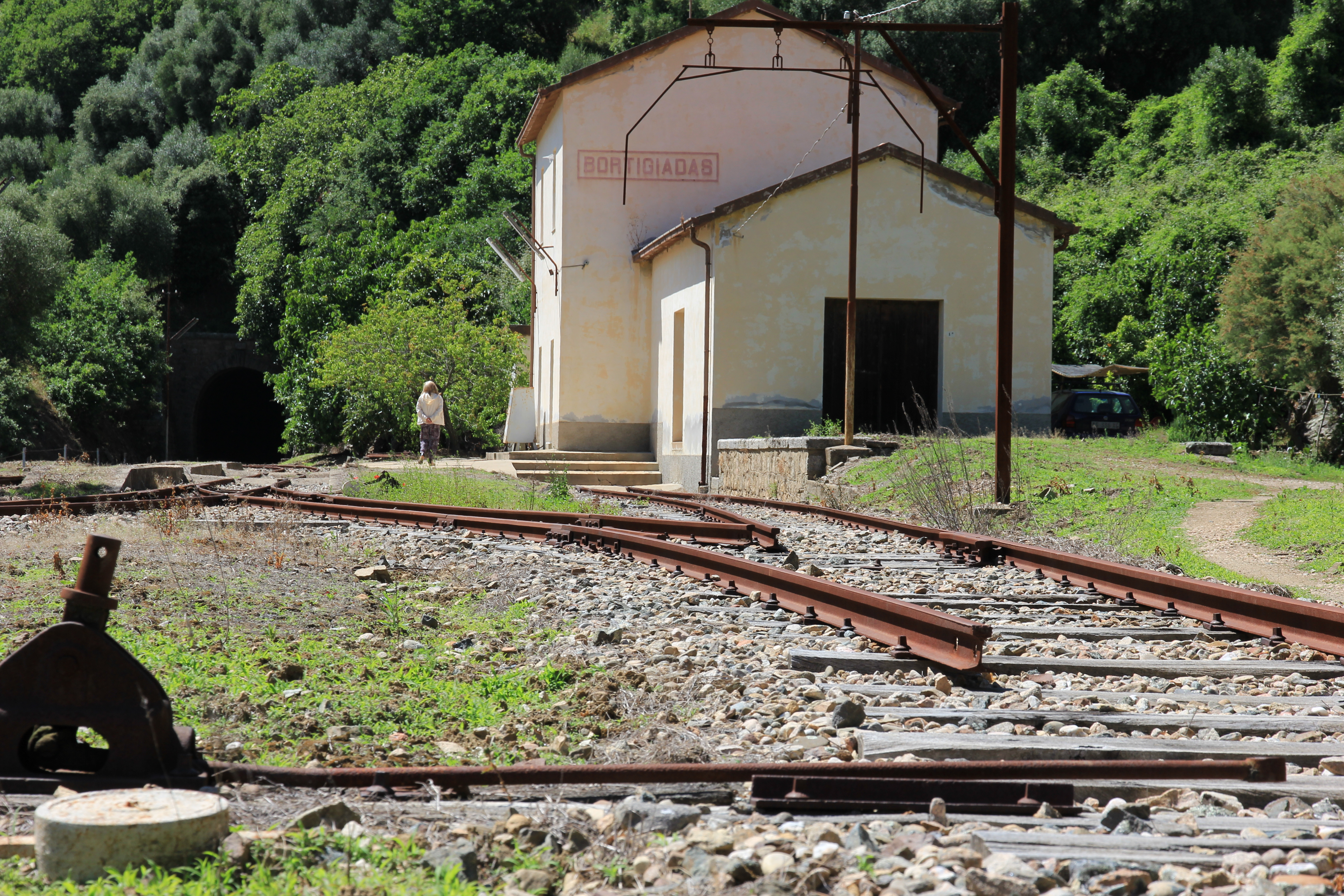
L'ex scalo merci della stazione: il magazzino merci col piano di carico, dinanzi al quale è presente la sagoma limite; in primo piano quel i resti dello scambio d'accesso al tronchino merci.

Lo scalo è ubicato a circa due chilometri dal centro abitato, in prossimità della strada provinciale 35 nel tratto che immette sulla statale 672 Sassari-Tempio. Dista 80,8 km da Sassari e 69,4 da Palau Marina, e si trova ad un'altezza di 334 metri s.l.m..
A livello infrastrutturale la stazione dinanzi al fabbricato viaggiatori presenta due binari, di cui quello di corsa in posizione periferica rispetto ai fabbricati dell'impianto, attrezzati ognuno con una propria banchina e utilizzati per il servizio passeggeri, dal 1997 esclusivamente turistico.
Dal binario di incrocio si distaccava inoltre un terzo binario tronco, attrezzato con sagoma limite e terminante dinanzi al magazzino merci della stazione, utilizzato in passato per il servizio merci lungo la linea.

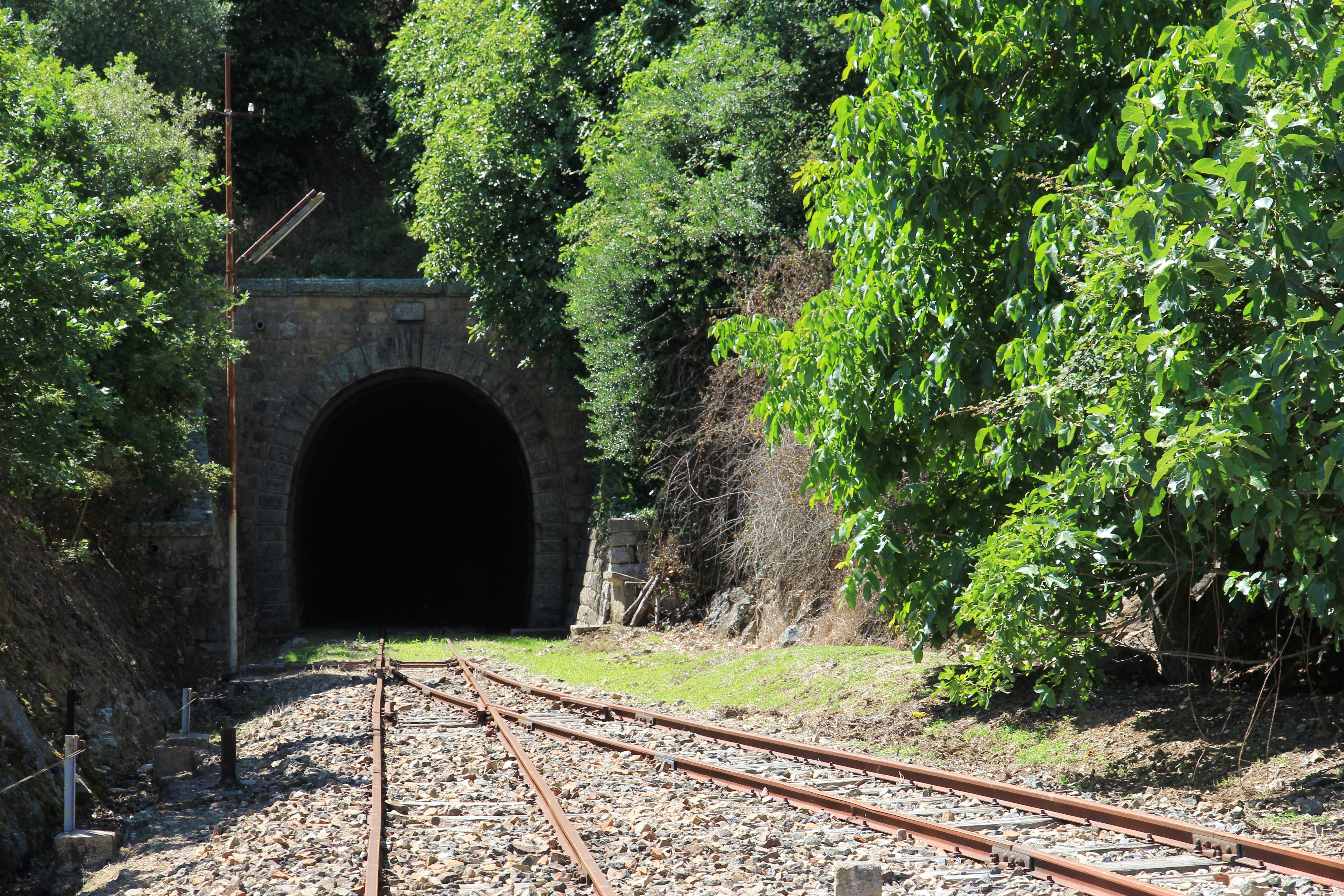
L'imbocco della galleria elicoidale a ridosso della stazione: in Sardegna sono presenti due tunnel ferroviari di questo tipo (l'altro sulla Mandas-Arbatax vicino a Lanusei)

Il fabbricato viaggiatori dell'impianto è un edificio a pianta rettangolare a due luci sui lati lunghi e su due piani di sviluppo, che al 2014 si presenta in buone condizioni. A livello stilistico riprende le caratteristiche architettoniche comuni agli scali costruiti dalle Ferrovie Settentrionali Sarde lungo questa ferrovia e sulla Sassari-Sorso. Oltre al fabbricato principale sul lato a nord-ovest dello stesso è presente il piccolo edificio dei servizi igienici, mentre sul lato in direzione Tempio Pausania è presente il magazzino merci, locale attiguo al fabbricato viaggiatori, con i relativi piano di carico e binario tronco. Nel binario di corsa è presente inoltre un rifornitore idrico a cisterna metallica, mentre una casa cantoniera dismessa è situata nei pressi della strada d'accesso all'impianto.
La stazione si trova inoltre esattamente dinanzi ad uno degli imbocchi della "elicoidale di Bortigiadas", dove un tratto di strada ferrata si avvita su se stessa percorrendo due ellissi di circa 1000 metri a forma di chiocciola, di cui 525 in galleria, per ottenere il superamento di un dislivello di 70/80 metri in un breve spazio.

## Movimento

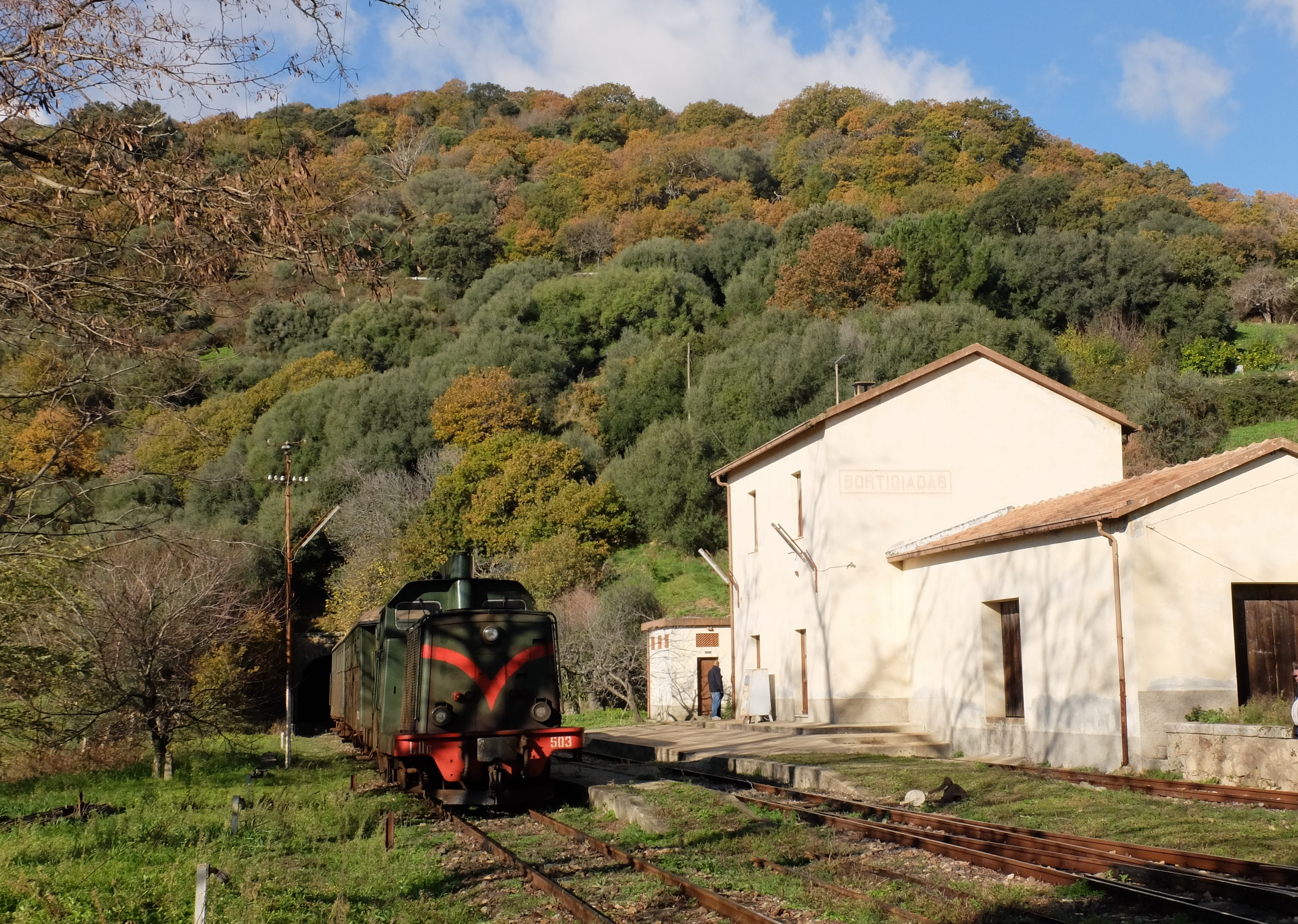
Convoglio turistico del Trenino Verde in sosta nell'impianto

Sino al giugno 1997, quando il tratto tra Nulvi e Palau della ferrovia fu chiuso al servizio di trasporto pubblico, la stazione era servita dai treni regionali espletati dalle varie concessionarie delle linee a scartamento ridotto del nord Sardegna, ultima delle quali la Ferrovie della Sardegna. Da allora lo scalo di Bortigiadas è interessato all'esclusivo traffico turistico dei convogli del Trenino Verde, sia quelli viaggianti ad hoc su richiesta dei turisti, sia quelli a calendario: per questi ultimi con riferimento al 2014 la stazione è raggiunta durante il periodo estivo da una coppia di corse tra Sassari e Palau Marina per due giorni alla settimana, fuori da questo periodo lo scalo è utilizzato solo sporadicamente da treni programmati in particolari occasioni.

## Servizi
La stazione è dotata di servizi igienici e di una sala d'attesa, tuttavia dato l'impresenziamento dell'impianto tali servizi non sono di norma accessibili all'utenza.
- Sala d'attesa
- Servizi igienici

## Interscambi

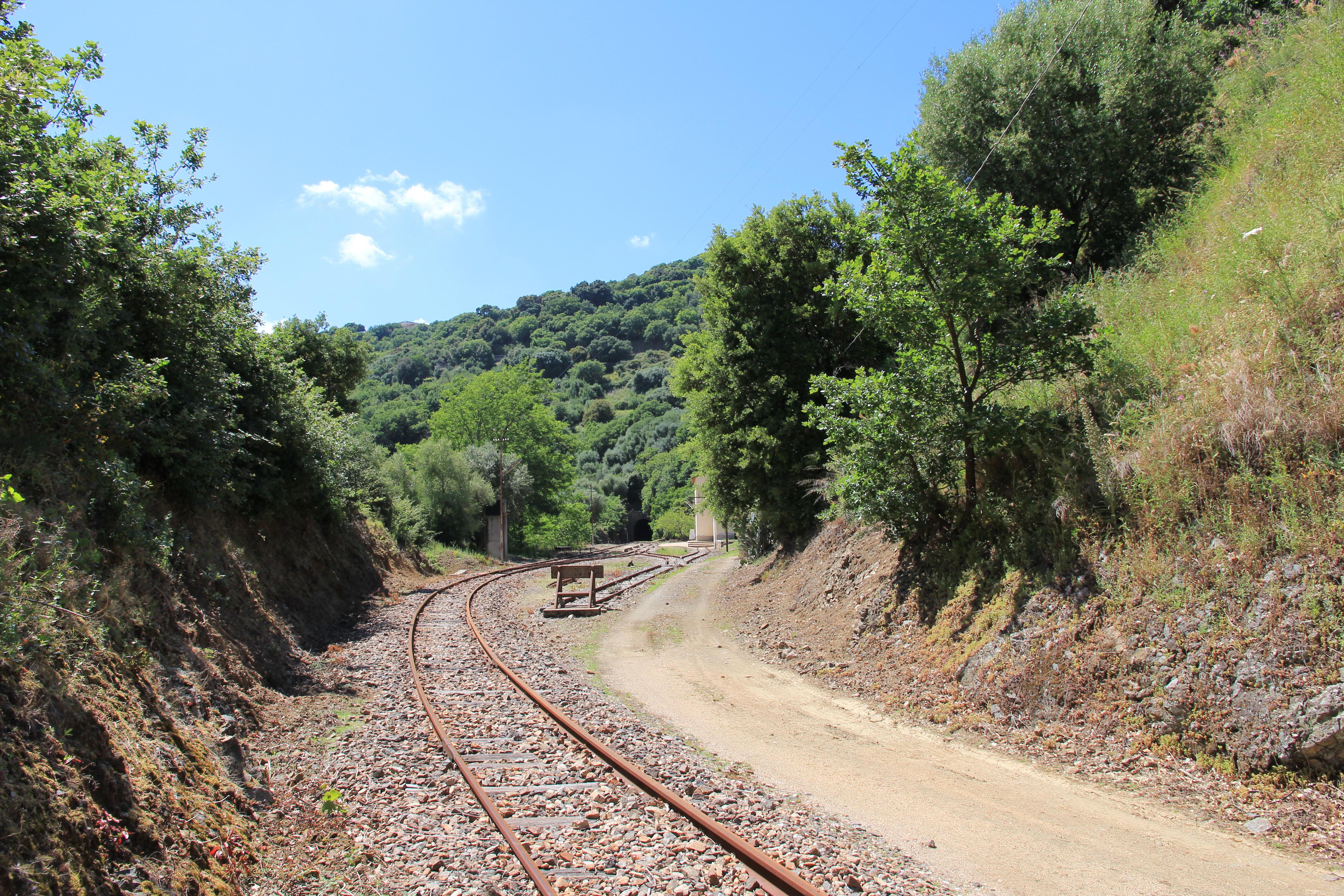
La stradina che conduce alla stazione. A breve distanza dal bivio d'accesso allo scalo ferroviario è situata una fermata degli autoservizi dell'ARST

A breve distanza dalla stazione, lungo la strada provinciale 35 osservano fermata i bus delle autolinee extraurbane espletate dall'ARST, aventi come destinazione vari comuni della Gallura e del Limbara, tra cui l'abitato di Bortigiadas.
- Fermata autobus